# Liste der Einträge im National Register of Historic Places im Dunklin County

Lage des Dunklin County in Missouri

Die Liste der Einträge im National Register of Historic Places im Dunklin County in Missouri führt die Bauwerke und historischen Stätten im Dunklin County auf, die in das National Register of Historic Places aufgenommen wurden.

## Legende
| NRHP | Historic Place    |
| HD   | Historic District |

## Aktuelle Einträge
| [ 3 ] | Name                                                   | Bild                               | Eintragsdatum        | Lage | Ort          | Beschreibung |
| ----- | ------------------------------------------------------ | ---------------------------------- | -------------------- | --- | ------------ | ------------ |
| 1     | Charles and Bettie Birthright House                    |                                    | 2009 ID-Nr. 09000857 | 109 South Main Street 36° 27′ 2,1″ N, 89° 58′ 2,1″ W                                                                                                  | Clarkton     |              |
| 2     | Campbell Commercial Historic District                  |                                    | 1991 ID-Nr. 91001482 | Abgegrenzt durch Magnolia Street, Martin Avenue, Locust Street und die Gleise der früheren St. Louis Southwestern Railway 36° 29′ 35″ N, 90° 4′ 30″ W | Campbell     |              |
| 3     | Ely and Walker Shirt Factory No. 5                     | Ely and Walker Shirt Factory No. 5 | 2008 ID-Nr. 07001319 | 221 South Main Street 36° 14′ 7″ N, 90° 3′ 26″ W | Kennett      |              |
| 4     | Kennett Archeological Site                             |                                    | 1978 ID-Nr. 78001644 | Adresse nicht veröffentlicht | Kennett      |              |
| 5     | Kennett City Hall and Masonic Lodge                    |                                    | 1981 ID-Nr. 81000333 | 122 College Street 36° 14′ 11″ N, 90° 4′ 8″ W | Kennett      |              |
| 6     | Langdon Site                                           |                                    | 1974 ID-Nr. 74001072 | Adresse nicht veröffentlicht | Hornersville |              |
| 7     | Little River Lake Discontiguous Archeological District |                                    | 1998 ID-Nr. 98001499 | Adresse nicht veröffentlicht | Kennett      |              |
| 8     | Given Owens House                                      |                                    | 1983 ID-Nr. 83000987 | Abseits der MO 53 36° 30′ 30″ N, 90° 6′ 25″ W | Campbell     |              |